# Rębice

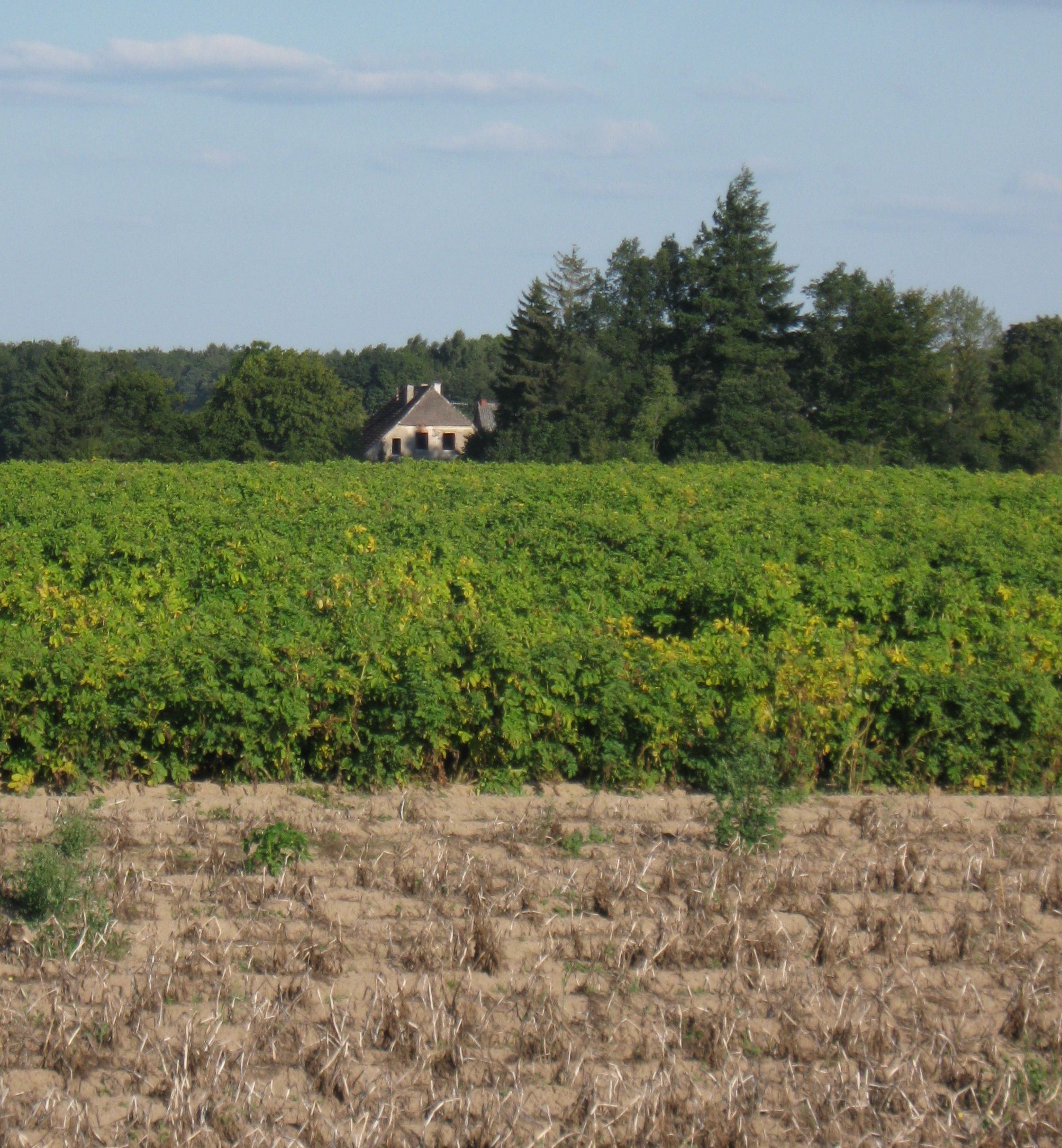
Ortsbild (Aufnahme von 2013)

Rębice (deutsch Birkhain) ist ein Wohnplatz in der Woiwodschaft Westpommern in Polen. Er liegt im Gebiet der Gmina Rymań (Landgemeinde Roman) und gehört mit dieser zum Powiat Kołobrzeski (Kolberger Kreis).

## Geographische Lage
Der Wohnplatz liegt in Hinterpommern, etwa 80 Kilometer nordöstlich von Stettin und etwa 25 Kilometer südlich von Kołobrzeg (Kolberg), zwei Kilometer südlich des Dorfes Gorawino (Gervin). Östlich des Wohnplatzes fließt von Süd nach Nord der Ückerbach, der weiter nördlich einen großen Bogen nach Westen macht. Jenseits des Baches im Osten liegt der Wohnplatz Drozdówko (Vorwerk Drosedow), der zu Drozdowo (Drosedow) gehört.

## Geschichte
Der Wohnplatz wurde um das Jahr 1850 herum als Vorwerk des Rittergutes Gervin B angelegt. Das Vorwerk erhielt den Namen Birkhain nach den damals hier wachsenden Birken. Als das Rittergut 1897/1898 aufgeteilt wurde, kam Birkhain mit 114 Hektar Land an einen Käufer. Später wurde es weiter aufgeteilt. Vor 1945 bestand Birkhain aus zwei Bauernhöfen mit 24 Hektar und 38 Hektar Land.
Bis 1945 bildete Birkhain einen Wohnplatz der Gemeinde Gervin und gehörte mit dieser zum Landkreis Kolberg-Körlin der Provinz Pommern.
Nach dem Zweiten Weltkrieg kam Birkhain, wie ganz Hinterpommern, an Polen. Es erhielt den polnischen Ortsnamen Rębice.

## Entwicklung der Einwohnerzahlen
- 1864: 17 Einwohner[2]
- 1871: 07 Einwohner[2]
- 1885: 04 Einwohner[2]
- 1895: 07 Einwohner[2]
- 1905: 30 Einwohner[2]
- 1925: 15 Einwohner[2]
- 2013: 04 Einwohner[3]